# Mirko van Stiphaut

Mirko van Stiphaut als Mirek Popolski

Mirko van Stiphaut (* 2. Februar 1968 in Duisburg) ist ein deutscher Gitarrist und Komponist.
Im Alter von dreizehn Jahren begann Mirko van Stiphaut Gitarre zu spielen. Mit sechzehn Jahren unternahm er mit dem Renaissancemusik-Ensemble Studio für alte Musik erste Konzertreisen durch Deutschland, Frankreich und Litauen. Gleichzeitig wandte er sich der Jazzgitarre zu und nahm Unterricht bei Frank Sichmann. Nach zweimaligem Gewinn von Jugend jazzt begann er 1990 sein Jazzgitarrenstudium in Arnheim, welches er 1995 erfolgreich abschloss. Parallel komponierte er und wirkte in zahlreichen Bands mit.
1990 lernte er Daniel Basso kennen, mit dem er das Duo Just the Two of Us gründete, Konzerte gab und schließlich auf Achim Hagemann traf. Gemeinsam entwickelten sie das Musik-Comedy-Format Der Popolski Show, mit dem sie seit dem Jahr 2003 durch Deutschland touren. In der Show spielt van Stiphaut die Kunstfigur „Mirek Popolski“ und hat zudem die Funktion des musikalischen Leiters inne. Die Popolski-TV-Show wurde für den Prix Pantheon, den Deutschen Fernsehpreis und den Adolf-Grimme-Preis nominiert und gewann den Eyes and Ears Award, einen europäischen Preis für TV-Promotion, und den Best of Seven Award, einen europäischen Fernsehpreis für die sieben besten europäischen TV-Produktionen. Seit April 2008 läuft die Popolski-TV-Show im Senderverbund der ARD.
Im Jahre 2010 belebte Mirko van Stiphaut sein altes Duo mit Daniel Basso unter dem neuen Namen Basso van Stiphaut wieder und ist mit diesem Duo, neben verschiedenen anderen Besetzungen, in denen er als Sideman fungiert, in Europa unterwegs.